# Islam w Albanii
Według spisu ludności z 2011 roku 58,78% mieszkańców Albanii jest wyznawcami Islamu. Badania Pew Resarch Center mówią o 80,3% wyznawcach islamu w Albanii. Dane Instytutu Gallupa mówią natomiast o 43% muzułmanów. Islam jest religią mającą największą liczbę wyznawców w Albanii. Większość albańskich muzułmanów to sunnici, ale istnieje tam również znacząca grupa sufitów Bektaszijja. Dominacja islamu jest efektem długiego, trwającego kilka wieków, panowania Turków Osmańskich. Przed podbojem tureckim, większość mieszkańców Albanii była chrześcijanami, należącymi do kościoła prawosławnego lub katolickiego. Do dzisiejszego dnia 16,99% populacji deklaruje się jako członkowie różnych wyznań chrześcijańskich. We Włoszech istnieje albańska grupa etniczna, zwana Arboreszami, której członkowie są katolikami. Islam, podobnie jak i inne religie, był zwalczany przez rządzących do 1991 roku komunistów, którzy ogłosili Albanię państwem ateistycznym.

## Historia

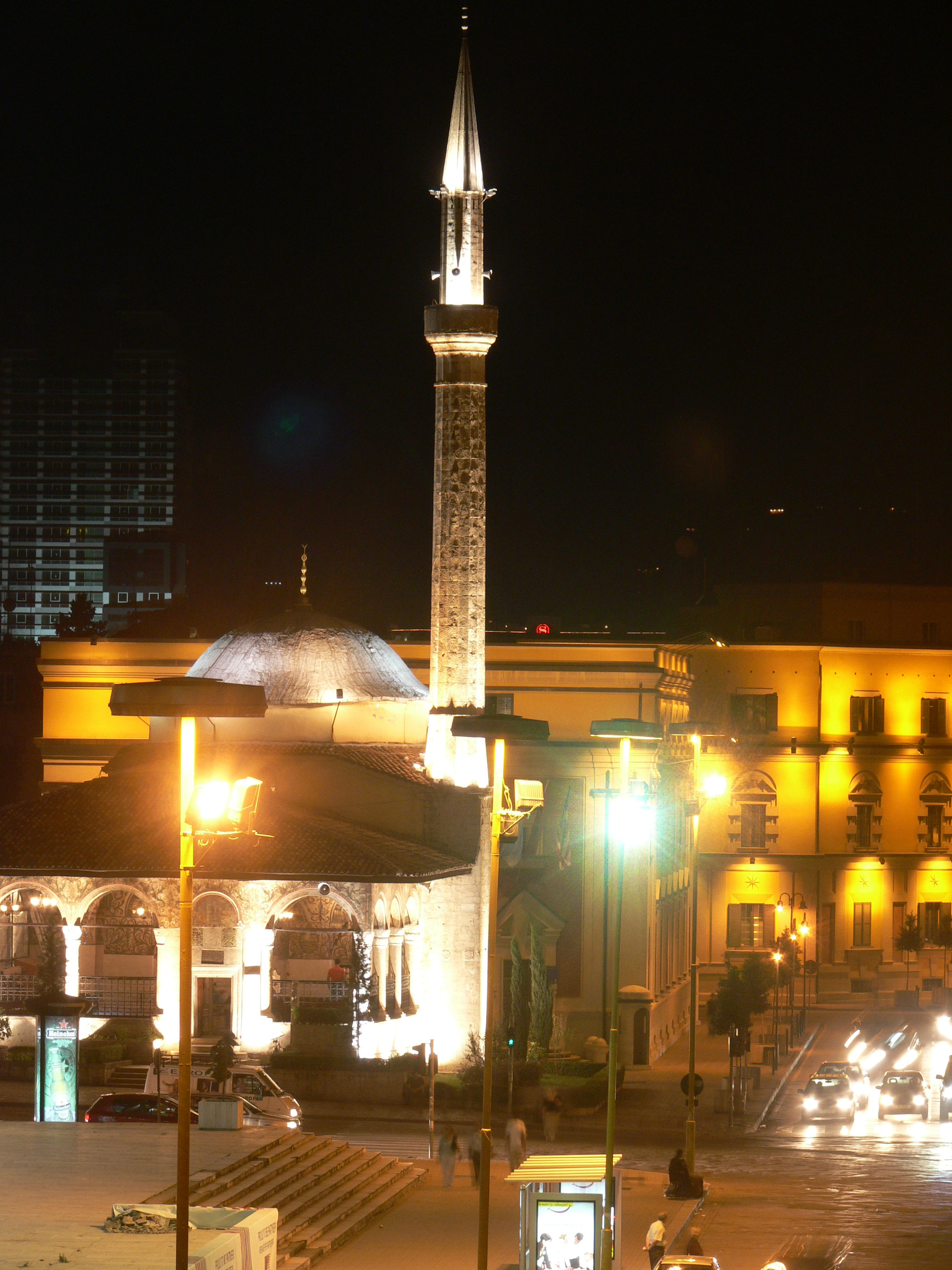
Jeden z najstarszych meczetów w Tiranie.

### Okres Osmański
Wpływy islamu pojawiły się w Albanii w XIV wieku wraz z rządami osmańskimi na Bałkanach. Rozprzestrzenianie się nowej religii było trudniejsze na północy kraju, z racji tego iż duże wpływy miał tam kościół katolicki. Nie bez znaczenia był również fakt iż z powodu licznych gór, obszary te były bardziej izolowane. Jednak na południu i w centrum Albanii islam rozwijał się bez większych przeszkód, zwłaszcza w większych ośrodkach miejskich, które do końca XVII wieku były już niemal całkowicie muzułmańskie. Początkowo nową religię przyjmowała rządząca elita, dla której pozostanie przy chrześcijaństwie mogło oznaczać marginalizację. Zrobienie kariery w strukturach administracyjnych imperium osmańskiego było bowiem bardzo ciężkie dla niemuzułmanów. Po elitach religię zaczęli przyjmować ich poddani. Pewien wpływ na konwersję miało również zjawisko nazywane Devşirme, polegające na zabieraniu chłopców z chrześcijańskich rodzin i wychowywanie ich w duchu muzułmańskim, na wiernych poddanych sułtana. Ze źródeł wiadomo że przynajmniej 42 wielkich wezyrów osmańskich było z pochodzenia Albańczykami.
Albańczycy zostawali sunnitami, ale w XVIII i w XIX wieku, na terenach na których mieszkali, zaczął rozprzestrzeniać się ruch suficki, zwany Bektaszijja. Początki ruchu są związane z turecką Azją Mniejszą, ale wraz z ruchami ludności, ruch ten zaczął zyskiwać sobie wyznawców w innych częściach imperium tureckiego. Członkowie tej grupy byli uważani przez większość muzułmanów za heretyków, w związku z czym władze rozpoczynały czasami prześladowania. Ruch Bektaszijja rozwijał się głównie w południowej Albanii.
Do najważniejszych albańskich muzułmanów żyjących w czasach panowania Osmanów zalicza się: Davuda Paszę, Hamzę Kastrioti, Iljaza Mirahori, Nezima Frakulla, Mehmeda Köprülü, Ali Paszę, Edhema Paszę, Ali Paszę z Gusinje, Ibrahima Paszę, Ahmeda Köprülü, Muhammada Alego Paszę i Kara Mahmuda Bushati.

### Odzyskanie niepodległości
Albania stała się niepodległym krajem w 1912 roku. W wyniku odmiennej historii, kultury i mentalności, albańscy muzułmanie różnili się od swoich współwyznawców z Bliskiego Wschodu. W 1923 roku w Tiranie odbył się kongres albańskich muzułmanów, na którym podjęto próbę reformy islamu w Albanii. Kongres ustalił nową formę modlitwy (na stojąco), zabronił poligamii i uznał, że noszenie hidżabu nie powinno być obowiązkowe. Oprócz tego dokonano jeszcze kilku innych uchwał, mający dopasować przepisy religijne do mentalności Albańczyków. Olbrzymim ciosem dla islamu i innych religii było dojście do władzy komunistów. W 1967 roku Enver Hoxha ogłosił Albanię pierwszym ateistycznym państwem świata i zabronił praktykowania jakiejkolwiek religii. Wszyscy którzy nie chcieli podporządkować się nakazom władzy byli represjonowani, aresztowani lub wydalani z kraju. Mimo prześladowań państwu nie udało się skutecznie wyeliminować żadnej z religii wyznawanej w Albanii. Po upadku komunizmu rząd zarzucił politykę przymusowej ateizacji i obecnie panuje tam wolność wyznania. Albania, Rosja i Turcja są jedynymi europejskimi państwami będącymi członkami Organizacji Współpracy Muzułmańskiej, chociaż rząd albański nigdy nie ratyfikował umowy o przystąpienie do tej organizacji. W kwietniu 2011 roku, w Tiranie, otworzono pierwszą muzułmańską szkołę wyższą w Albanii.